# Ken Flach
Pour les articles homonymes, voir Flach.
Kenneth Eliot Flach, couramment appelé Ken Flach, né le 24 mai 1963 à Saint-Louis (Missouri) et mort le 12 mars 2018 à San Francisco, est un joueur de tennis américain, professionnel entre 1983 et 1996.

## Carrière
Il a fait ses études à la Kirkwood High School et la Southern Illinois University Edwardsville. Il devient All-America en simple et en double et remporte le Championnat NCAA de deuxième division. Il est le frère du joueur Doug Flach avec lequel il a remporté deux tournois Challenger en 1991.
Spécialiste du jeu en double, Ken Flach est connu pour son association avec Robert Seguso. Les deux hommes ont en effet remporté 28 tournois ensemble dont trois titres du Grand Chelem : l'US Open en 1985 et Wimbledon en 1987 et 1988. Ils comptent également à leur palmarès une médaille d'or aux Jeux olympiques d'été de 1988 à Séoul, trois titres à Cincinnati, deux au Canada et deux finales au Masters. Ken Flach a été numéro un mondial de double en 1985 après avoir remporté 8 titres au cours de la saison et est nommé avec Seguso équipe de l'année par l'ATP. Outre deux succès en double mixte avec Kathy Jordan en 1986, il remporte un dernier titre du Grand Chelem en 1993 à l'US Open avec Rick Leach.
Sa finale remportée à l'US Open en 1985 contre Yannick Noah et Henri Leconte est marquée par un point litigieux alors que les français avaient l'occasion de mener de deux sets à un. En effet, une balle effleura les cheveux de Flach avant de sortir du terrain, ce dernier refusa de reconnaître qu'elle l'avait touché. Les français, décontenancés, perdirent le tie-break puis la dernière manche sans marquer un jeu.
Honnête joueur en simple, il a atteint la 56e place mondiale fin 1985. Il a disputé à trois reprises le 3e tour à Wimbledon et a atteint les huitièmes de finale de l'US Open en 1987 après avoir battu Darren Cahill et Emilio Sanchez (16e). Fin 1989, il se rompt les ligaments de la cheville gauche, ce qui le pousse à arrêter sa carrière en simple en 1992. Pour son dernier match sur le circuit en 1995, il pousse Jim Courier en cinq sets à Wimbledon alors qu'il n'était classé que 527e.
Membre de l'équipe des États-Unis de Coupe Davis à partir de 1985, il a compilé 11 victoires pour seulement 2 défaites et a notamment participé à la finale perdue contre la France de Forget et Leconte en 1991.
À la fin de sa carrière, il a joué avec l'équipe des Aces de Saint-Louis en World Team Tennis et a été intronisé au St. Louis Tennis Hall of Fame en 1998. Il a ensuite coaché l'équipe de l'Université Vanderbilt et a été nommé entraîneur de l'année en 2003.
Il meurt le 12 mars 2018 à la suite d'une complication d'une pneumonie. Il résidait à Alpharetta puis à Mill Valley avec sa femme Christina et ses trois enfants.

## Parcours dans les tournois duGrand Chelem

### En simple
| Année | Open d'Australie | Open d'Australie | Internationaux de France | Internationaux de France | Wimbledon       | Wimbledon   | US Open         | US Open       | Open d'Australie | Open d'Australie |
| ----- | ---------------- | ---------------- | ------------------------ | ------------------------ | --------------- | ----------- | --------------- | ------------- | ---------------- | ---------------- |
| 1983  | n.o.             | n.o.             | —                        | —                        | —               | —           | —               | —             | 3e tour (1/16)   | W. Masur         |
| 1984  | n.o.             | n.o.             | —                        | —                        | 2e tour (1/32)  | T. Moor     | 3e tour (1/16)  | V. Gerulaitis | 1er tour (1/64)  | A. Andrews       |
| 1985  | n.o.             | n.o.             | —                        | —                        | 2e tour (1/32)  | T. Mayotte  | 2e tour (1/32)  | S. Edberg     | —                | —                |
| 1986  | n.o.             | n.o.             | 1er tour (1/64)          | M. Šrejber               | 3e tour (1/16)  | Živojinović | 1er tour (1/64) | J. Svensson   | n.o.             | n.o.             |
| 1987  | 3e tour (1/16)   | M. Kratzmann     | —                        | —                        | 3e tour (1/16)  | A. Gómez    | 1/8 de finale   | M. Wilander   | n.o.             | n.o.             |
| 1988  | —                | —                | 1er tour (1/64)          | T. Muster                | 3e tour (1/16)  | S. Edberg   | 1er tour (1/64) | Pérez-Roldán  | n.o.             | n.o.             |
| 1989  | —                | —                | —                        | —                        | 3e tour (1/16)  | P. Lundgren | 3e tour (1/16)  | J. Berger     | n.o.             | n.o.             |
| 1990  | —                | —                | —                        | —                        | 2e tour (1/32)  | D. Goldie   | —               | —             | n.o.             | n.o.             |
| 1991  | —                | —                | —                        | —                        | —               | —           | —               | —             | n.o.             | n.o.             |
| 1992  | —                | —                | —                        | —                        | —               | —           | —               | —             | n.o.             | n.o.             |
| 1993  | —                | —                | —                        | —                        | —               | —           | —               | —             | n.o.             | n.o.             |
| 1994  | —                | —                | —                        | —                        | —               | —           | —               | —             | n.o.             | n.o.             |
| 1995  | —                | —                | —                        | —                        | 1er tour (1/64) | J. Courier  | —               | —             | n.o.             | n.o.             |

N.B. : à droite du résultat se trouve le nom de l'ultime adversaire.

### En double
| Année | Open d'Australie         | Open d'Australie     | Internationaux de France    | Internationaux de France | Wimbledon                  | Wimbledon               | US Open                      | US Open               | Open d'Australie         | Open d'Australie     |
| ----- | ------------------------ | -------------------- | --------------------------- | ------------------------ | -------------------------- | ----------------------- | ---------------------------- | --------------------- | ------------------------ | -------------------- |
| 1983  | n.o.                     | n.o.                 | —                           | —                        | —                          | —                       | 1er tour (1/32) D. Tarr      | P. Cash J. Fitzgerald | 1/8 de finale R. Seguso  | M. Bauer P. Cash     |
| 1984  | n.o.                     | n.o.                 | 1er tour (1/32) R. Seguso   | M. Lewis D. Mustard      | 1/8 de finale R. Seguso    | P. Cash P. McNamee      | 2e tour (1/16) R. Seguso     | T. Delatte C. Wittus  | 2e tour (1/16) R. Seguso | V. Amritraj I. Lendl |
| 1985  | n.o.                     | n.o.                 | 1/4 de finale R. Seguso     | Glickstein Simonsson     | 1er tour (1/32) R. Seguso  | N. Brown D. Felgate     | Victoire R. Seguso           | H. Leconte Y. Noah    | —                        | —                    |
| 1986  | n.o.                     | n.o.                 | 1/4 de finale R. Seguso     | Günthardt P. McNamee     | 1/4 de finale R. Seguso    | J. Nyström M. Wilander  | —                            | —                     | n.o.                     | n.o.                 |
| 1987  | 1/2 finale R. Seguso     | P. Doohan L. Warder  | —                           | —                        | Victoire R. Seguso         | S. Casal E. Sánchez     | Finale R. Seguso             | S. Edberg A. Järryd   | n.o.                     | n.o.                 |
| 1988  | —                        | —                    | 1/4 de finale R. Seguso     | L. Lavalle A. Moreno     | Victoire R. Seguso         | J. Fitzgerald A. Järryd | 1/2 finale R. Seguso         | R. Leach J. Pugh      | n.o.                     | n.o.                 |
| 1989  | —                        | —                    | —                           | —                        | 1/2 finale R. Seguso       | J. Fitzgerald A. Järryd | Finale R. Seguso             | J. McEnroe Woodforde  | n.o.                     | n.o.                 |
| 1990  | —                        | —                    | 2e tour (1/16) R. Seguso    | L. Mattar D. Pérez       | 1/4 de finale R. Seguso    | P. Aldrich D. Visser    | 1/8 de finale R. Seguso      | P. Aldrich D. Visser  | n.o.                     | n.o.                 |
| 1991  | —                        | —                    | 2e tour (1/16) R. Seguso    | J. Frana L. Lavalle      | 1/8 de finale R. Seguso    | G. Connell Michibata    | 1/2 finale R. Seguso         | S. Davis D. Pate      | n.o.                     | n.o.                 |
| 1992  | —                        | —                    | 2e tour (1/16) T. Witsken   | M. Briggs Kronemann      | 1/8 de finale T. Witsken   | P. Haarhuis Koevermans  | 2e tour (1/16) T. Witsken    | P. McEnroe J. Stark   | n.o.                     | n.o.                 |
| 1993  | —                        | —                    | 2e tour (1/16) R. Leach     | T. Martin J. Palmer      | 2e tour (1/16) R. Leach    | Ivanišević M. Rosset    | Victoire R. Leach            | M. Damm K. Nováček    | n.o.                     | n.o.                 |
| 1994  | 1/4 de finale R. Leach   | M. Damm K. Nováček   | 1er tour (1/32) S. Melville | N. Kulti M. Larsson      | 2e tour (1/16) M. Knowles  | S. Davis T. Martin      | 1er tour (1/32) D. Flach     | P. McEnroe J. Palmer  | n.o.                     | n.o.                 |
| 1995  | —                        | —                    | 1er tour (1/32) R. Seguso   | A. Boetsch M. Rosset     | 1er tour (1/32) R. Seguso  | Woodbridge Woodforde    | 1/4 de finale K. Jones       | A. O'Brien S. Stolle  | n.o.                     | n.o.                 |
| 1996  | 1er tour (1/32) K. Jones | S. Lareau A. O'Brien | 1er tour (1/32) D. Wheaton  | L. Bale Noteboom         | 1er tour (1/32) D. Wheaton | Philippoussis P. Rafter | 1er tour (1/32) A. Olhovskiy | D. Adams M. Oosting   | n.o.                     | n.o.                 |

N.B. : le nom du ou de la partenaire se trouve sous le résultat ; le nom des ultimes adversaires se trouve à droite.

### En double mixte
| Année | Open d'Australie | Open d'Australie | Internationaux de France   | Internationaux de France        | Wimbledon             | Wimbledon                   | US Open                    | US Open                      |
| ----- | ---------------- | ---------------- | -------------------------- | ------------------------------- | --------------------- | --------------------------- | -------------------------- | ---------------------------- |
| 1985  |                  |                  | 2e tour (1/16) Pam Shriver | Paula Smith F. González         |                       |                             |                            |                              |
| 1986  | n.o.             | n.o.             | Victoire Kathy Jordan      | Rosalyn Fairbank Mark Edmondson | Victoire Kathy Jordan | M. Navrátilová H. Günthardt | 1/4 de finale Kathy Jordan | Raffaella Reggi Sergio Casal |

N.B. : le nom de la partenaire se trouve sous le résultat ; le nom des ultimes adversaires se trouve à droite.

## Participation aux Masters

### En double
| Année | Ville        | Surface         | Partenaire    | Résultats | Résultat final     |
| ----- | ------------ | --------------- | ------------- | --------- | ------------------ |
| 1984  | New York     | Moquette indoor | Robert Seguso | 0v, 1d    | Quart de finaliste |
| 1985  | New York     | Moquette indoor | Robert Seguso | 1v, 1d    | Demi-finaliste     |
| 1987  | Londres      | Moquette indoor | Robert Seguso | 3v, 2d    | Finaliste          |
| 1988  | Londres      | Moquette indoor | Robert Seguso | 2v, 2d    | Éliminé en poules  |
| 1991  | Johannesburg | Dur indoor      | Robert Seguso | 4v, 1d    | Finaliste          |